# Supercopa Internacional
Ne doit pas être confondu avec Supercoupe d'Argentine de football.
La Supercopa Internacional est une compétition argentine de football créée en 2022 et organisée par l'Association du football argentin (AFA). 
Elle oppose lors d'un match unique le vainqueur du championnat d'Argentine et le vainqueur du Trophée des champions. Le match se déroule sur un terrain neutre extérieur à l'Argentine.
En 2025, à la suite du changement de format du championnat argentin, le match opposera le vainqueur du trophée des champions (entre le vainqueur de la phase d'ouverture et la phase de clôture) et le premier du tableau annuel de la même saison.

## Palmarès
Légende
- PD : Champion de la Primera División.
- TC : Vainqueur du Trophée des champions.
- VC : Vice-champion de la Primera División (présent si le même club remporte le championnat et le Trophée des champions).

| Date            | Édition | Vainqueur        | Résultat | Finaliste         | Stade                                              |
| --------------- | ------- | ---------------- | -------- | ----------------- | -------------------------------------------------- |
| 20 janvier 2023 | 2022    | Racing Club (TC) | 2-1      | Boca Juniors (PD) | Stade Hazza-ben-Zayed, Al Ain, Émirats arabes unis |
| 5 mars 2025     | 2023    | River Plate (PD) | -        | Talleres (VC)     | Stade Général Pablo Rojas, Asuncion, Paraguay      |

## Bilan
| Club         | Victoires | Finaliste | Éditions remportées | Éditions perdues |
| ------------ | --------- | --------- | ------------------- | ---------------- |
| Racing Club  | 1         | -         | 2022                | -                |
| Boca Juniors | -         | 1         | -                   | 2022             |